# 永丰朝鲜族乡
永丰朝鲜族乡（中国朝鲜语：／）是中华人民共和国黑龙江省鸡西市城子河区下辖的一个民族乡。

## 行政区划
永丰朝鲜族乡下辖以下村级行政区划单位：
新华村、新兴村、新城村、永平村、丰安村、永红村和城子河村。